# Chesapeake, Virginia
För andra betydelser, se Chesapeake.
Chesapeake är en stad och ett countyfritt område (independent city) i delstaten Virginia, USA med 222 209 invånare (2010).
Staden grundades 1963 genom en sammanslagning av staden South Norfolk och Norfolk County.